# Кочкуватська сільська рада
Кочкува́тська сільська́ ра́да — колишня адміністративно-територіальна одиниця та орган місцевого самоврядування в Татарбунарському районі Одеської області. Адміністративний центр — село Кочкувате.

## Загальні відомості
Кочкуватська сільська рада утворена в 1945 році.
- Територія ради: 37,92 км²
- Населення ради: 517 осіб (станом на 2001 рік)
- Водоймища на території, підпорядкованій даній раді: лиман Шагани

## Населені пункти
Сільській раді підпорядковані населені пункти:
- с. Кочкувате

## Населення
За переписом населення України 2001 року в сільській раді мешкало 509 осіб.

### Мова
Розподіл населення за рідною мовою за даними перепису 2001 року:
| Мова       | Відсоток |
| ---------- | -------- |
| українська | 94,39 %  |
| російська  | 2,51 %   |
| молдовська | 1,74 %   |
| болгарська | 1,35 %   |

## Склад ради
Рада складається з 12 депутатів та голови.
- Голова ради: Подлісецький Віктор Павлович
- Секретар ради: Майдан Людмила Олександрівна

### Керівний склад попередніх скликань
| Прізвище, ім'я, по батькові  | Основні відомості                                                 | Дата обрання | Дата звільнення |
| ---------------------------- | ----------------------------------------------------------------- | ------------ | --------------- |
| Подлісецький Віктор Павлович | Сільський голова, 1956 року народження, освіта вища               | 26.03.2006   | 31.10.2010      |
| Подлісецький Віктор Павлович | Сільський голова, 1956 року народження, освіта вища, безпартійний | 31.10.2010   |                 |

Примітка: таблиця складена за даними сайту Верховної Ради України

### Депутати
За результатами місцевих виборів 2010 року депутатами ради стали:

#### За суб'єктами висування
| Суб'єкт висування | Кількість обраних депутатів | %  |
| ----------------- | --------------------------- | -- |
| Партія регіонів   | 6                           | 50 |
| Самовисування     | 6                           | 50 |

#### За округами
| № округу        | Прізвище, ім'я, по батькові     | Дата визнання обраним | Освіта             | Партійна приналежність | Відомості про обраного депутата                  |
| --------------- | ------------------------------- | --------------------- | ------------------ | ---------------------- | ------------------------------------------------ |
| Партія регіонів |                                 |                       |                    |                        |                                                  |
| 1               | Губа Олег Олександрович         | 02.11.2010            | середня спеціальна | член Партії регіонів   | фермерське господарство «Губа», фермер           |
| 2               | Корень Тетяна Максимівна        | 02.11.2010            | середня спеціальна | член Партії регіонів   | приватний підприємець, магазин «Карина»          |
| 3               | Бородатенко Валерій Іванович    | 02.11.2010            | середня спеціальна | член Партії регіонів   | фермерське господарство «Єрошенко Р. Ф.», фермер |
| 7               | Королюк Наталя Василівна        | 02.11.2010            | вища               | член Партії регіонів   | Кочкуватська загальноосвітня школа, вчитель      |
| 9               | Губа Володимир Васильович       | 02.11.2010            | середня спеціальна | член Партії регіонів   | фермерське господарство «Губа», фермер           |
| 11              | Шабаневич Станіслав Євгенійович | 02.11.2010            | середня спеціальна | член Партії регіонів   | тимчасово не працює                              |
| Самовисування   |                                 |                       |                    |                        |                                                  |
| 4               | Задорожна Тетяна Анатоліївна    | 02.11.2010            | середня спеціальна | позапартійна           | Кочкуватська сільська рада, прибиральниця        |
| 5               | Раду Олег Васильович            | 02.11.2010            | середня спеціальна | позапартійний          | фермерське господарство «Раду», фермер           |
| 6               | Єрошенко Роман Федосійович      | 02.11.2010            | середня спеціальна | позапартійний          | фермерське господарство «Єрошенко», фермер       |
| 8               | Майдан Віктор Іванович          | 02.11.2010            | середня спеціальна | позапартійний          | фермерське господарство «Майдан», фермер         |
| 10              | Майдан Анатолій Іванович        | 02.11.2010            | середня спеціальна | позапартійний          | фермерське господарство «Майдан», фермер         |
| 12              | Майдан Людмила Олександрівна    | 02.11.2010            | середня спеціальна | позапартійна           | Кочкуватська сільська рада, секретар             |